# Johann Friedrich Gronov
Johann Friedrich Gronov, latinizzato Gronovius (Amburgo, 5 settembre 1611 – Amsterdam, 28 dicembre 1671), è stato un filologo classico tedesco.

## Biografia
Johann Friedrich Gronov nacque ad Amburgo il 5 settembre 1611. Dopo gli studi di giurisprudenza e lettere classiche e dopo qualche viaggio d'istruzione, si stabilì nel 1634 in Olanda, su consiglio di Ugo Grozio. Fu ad Amsterdam precettore in casa del borgomastro Michiel Pauw, ma si trasferì a L'Aia nel 1637, dove ebbe occasione di incontrare letterati come Isaac Vossius, Daniel Heinsius, Petrus Scriverius e Claudius Salmasius. Visitò nel 1639 le biblioteche dell'Inghilterra, vi studiò vari codici di autori latini e di lì si recò a Parigi. Anche in Francia strinse rapporti di amicizia con i principali dotti dell'epoca. Continuando il suo viaggio venne in Italia, e nel 1640-41 risiedette successivamente a Bologna, Firenze (dove incontrò Galileo), Pisa, Roma, Padova e Venezia. Si mostra nelle sue lettere agli amici entusiasta per le ricchezze delle biblioteche italiane, pur trovando che alcune erano troppo gelosamente custodite e difficilmente accessibili. Verso la fine del 1641 fece ritorno in Olanda. Nel marzo 1642 pronunciò a Deventer il suo discorso inaugurale come "professor eloquentiae" all'Ateneo di quella città, centro importante di erudizione. Stimatissimo per la vasta dottrina e per il suo carattere integerrimo, nel 1658 fu successore a Leida del suo amico Daniel Heinsius come professore di lingua greca, benché la sua attività finora si fosse svolta (e continuasse ancora a svolgersi) soprattutto nel campo delle lettere latine. Nel 1665 fu nominato anche bibliotecario dell'università. Negli ultimi anni della sua vita ebbe pure, riconoscimento della sua fama europea, una gratificazione annua di Luigi XIV di Francia.
A Leida Gronov curò le sue ottime edizioni di Plauto (1664), e di Tacito (1672), le quali con quelle di Tito Livio (Historiae quae extant, 1645) e di Seneca (Philosophica opera omnia, 1649) pubblicate durante l'insegnamento a Deventer, furono ristampate più volte e ancora si consultano. Pubblicava anche edizioni emendate delle opere di Aulo Gellio (1651), di Stazio (1653), di Sallustio (1665), e preparava per la stampa la Naturalis Historia di Plinio "ex hereditate Cornelii Schrevelii" (1669). La scoperta del codice fiorentino delle tragedie di Seneca lo indusse allo studio critico anche dei poeti latini, fra cui Fedro e Marziale. Abbiamo del Gronov anche un importante volume di carattere numismatico: Commentarius de Sestertiis seu Subsecivorum pecuniae veteris graecae et romanae libri IV (Deventer 1643). Quest'opera diede origine a una polemica vivace con Salmasius, che aveva trattato simile argomento. Nel 1663 Gronov curò anche la prima edizione del famoso libro di Grozio De iure belli ac pacis libri III.

## Opere
- (LA) Johann Friedrich Gronov, Commentarius de Sestertiis seu Subsecivorum pecuniae veteris graecae et romanae libri IV, Deventer, Conradus Thomaeus, 1643. URL consultato il 3 maggio 2020.